# Museonder
Het Museonder is een ondergronds museum in het Nationaal Park De Hoge Veluwe in de Nederlandse provincie Gelderland. Het is een onderdeel van het bezoekerscentrum De Aanschouw dat centraal in het park gelegen is.
Het museum werd ontworpen door architect Cor van Hillo. De totale kosten van 3,5 miljoen gulden werden door sponsors en fondsen bijeen gebracht. De opdracht voor de bouw van het museum kwam nadat door ANWB-leden 400.000 gulden was verzameld. In 1992 werd begonnen met de bouw van het museum dat mede werd ingericht door het Haagse Museon. Op 9 maart 1993 opende prins Claus het museum door zich met een vuistbijl de toegang te verschaffen.
Het museum vertelt het geologische verhaal van de Veluwe en laat zien welke natuurlijke processen zich net en ver onder het aardoppervlak afspelen. Centraal in het Museonder hangt het wortelstelsel van een 135 jaar oude boom. Hiermee wordt het feit dat men zich onder het aardoppervlak bevindt extra versterkt.
In september 2017 werd bekend dat het plein waar het bezoekerscentrum en restaurant De Koperen Kop aan liggen zal worden gerenoveerd. Er komt een nieuw gebouw met de naam Het Landhuis. Hier worden het bezoekers- en educatiecentrum, het restaurant en een parkwinkel ondergebracht. Door het verplaatsen van het bezoekerscentrum kan het Museonder worden vergroot en de collectie worden uitgebreid.

## Afbeeldingen

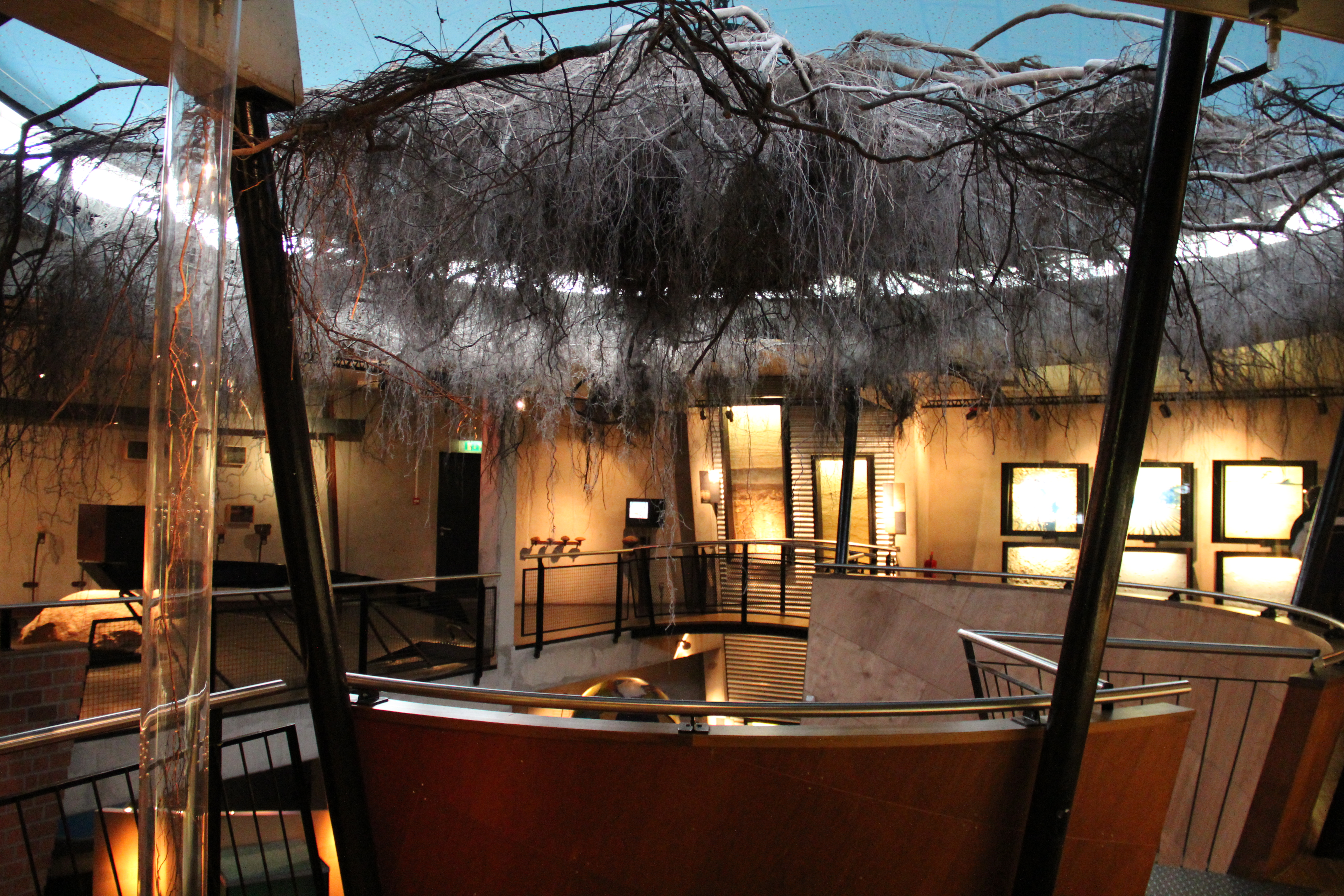
Wortelstelsel van een boom
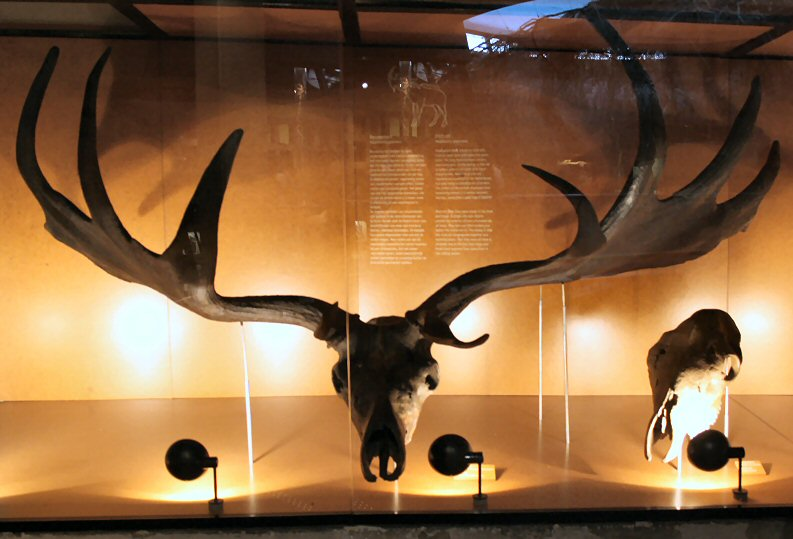
Schedel met gewei van een Megaloceros giganteus